# Roßtal
Roßtal település Németországban, azon belül Bajorországban. Lakosainak száma 9963 fő (2023. december 31.). Roßtal Ammerndorf, Zirndorf, Stein, Rohr, Heilsbronn és Großhabersdorf községekkel határos.

## Népesség
A település népessége az elmúlt években az alábbi módon változott:
| Lakosok száma | 6759 | 4224 | 9730 | 9658 | 9603 | 9612 | 9699 | 9868 | 10 083 | 9963 |
|               | 1970 | 1975 | 2011 | 2012 | 2014 | 2015 | 2017 | 2019 | 2022   | 2023 |